# Stanisław Flanek
Stanisław Jan Flanek (Krakau, 18 april 1919 – aldaar, 4 november 2009) was een Pools voetballer. De verdediger speelde van 1945 tot 1954 bij Wisła Kraków, waarmede hij tweemaal de titel van Pools kampioen (1949 en 1950) won. In de periode 1947-1950 speelde hij ook acht wedstrijden voor het Pools voetbalelftal.